# South Pacific (musical)

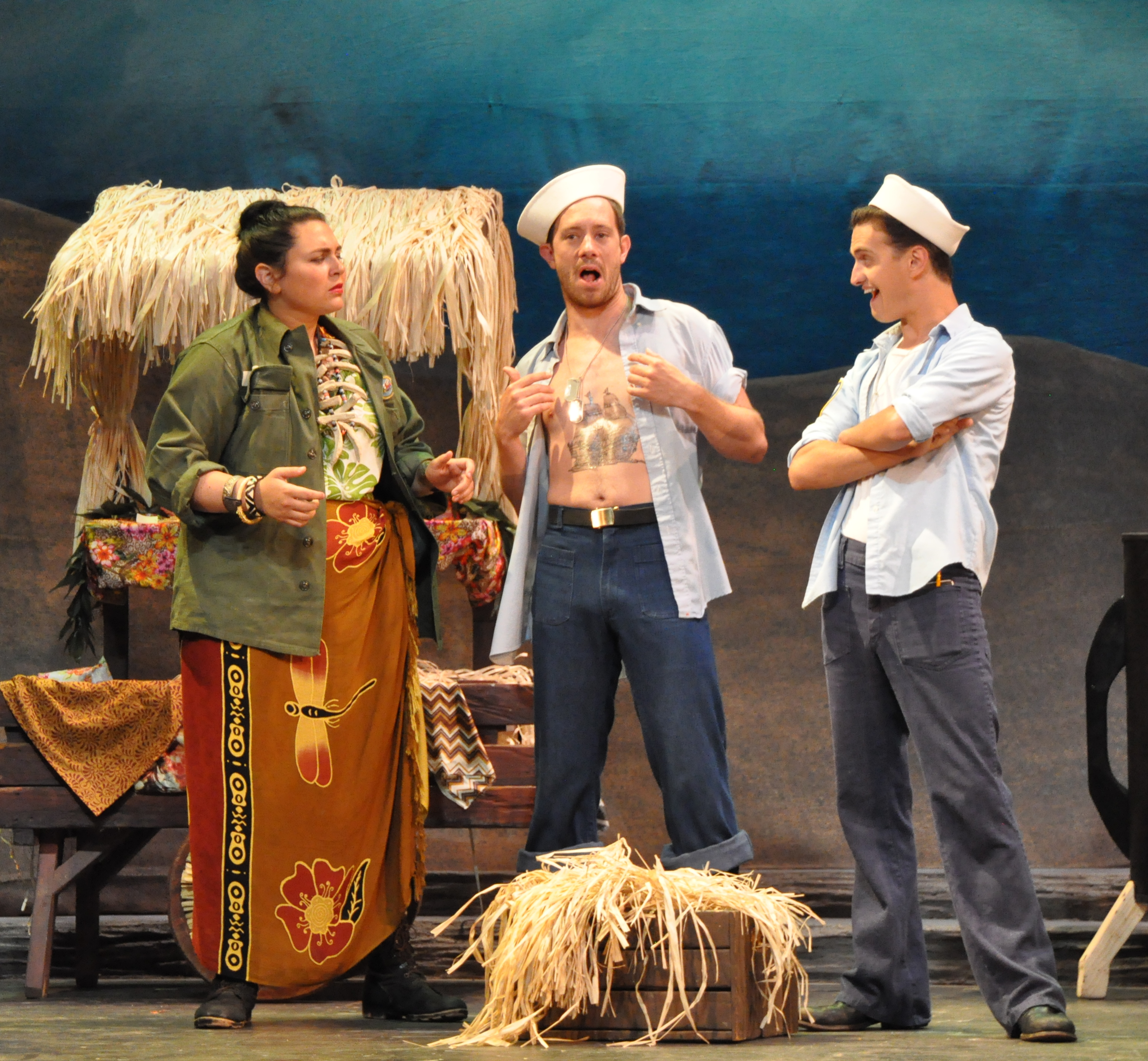
South Pacific

South Pacific – amerykański musical autorstwa Richarda Rodgersa (muzyka) i Oscara Hammersteina II (słowa), napisany na podstawie książki Oscara Hammersteina II i Joshua Logan, którego akcja toczy się na wyspach Bora Bora zwanych rajem na ziemi, wystawiony po raz pierwszy 7 kwietnia 1949 roku na Broadwayu. W 1950 roku sztuka została uhonorowana Nagrodą Pulitzera w 1950 roku za najlepszy tekst dramatyczny.